# Бесики
Бесики (груз. ბესიკი), настоящее имя Виссарион (Бесарион) Захарьевич Габашвили (груз. ბესარიონ ზაქარიას ძე გაბაშვილი; 1750, Тбилиси — 24 января 1791, Яссы) — грузинский поэт и политический деятель. Для поэтического наследия Габашвили характерны и любовная лирика, и героические поэмы, и сатирические стихи и эпиграммы. В качестве обер-секретаря возглавлял имеретинскую дипломатическую миссию с целью добиться для Западной Грузии покровительства России.

## Биография

### Происхождение
Происходил из семьи известных книжников-каллиграфов Габашвили. Отец — Захарий Габашвили, грузинский государственный деятель, писатель и священник, был духовником царей Картли и Кахетии Теймураза II и Ираклия II, но в 1764 году из-за конфликта с католикосом Антонием I был в 1764 отлучен от церкви и изгнан из Тбилиси.

### При дворе правителя Восточной Грузии
Несмотря на изгнание отца, Бесарион Габашвили рос и воспитывался при дворе Ираклия II. Был в дружеских отношениях с сыном Ираклия II царевичем Леваном и с зятем царя, будущим военачальником князем Давидом Орбелиани. Уже в достаточно молодом возрасте отличался литературными талантами, но при царском дворе нажил себе множество врагов — в основном из-за своих сатирических произведений, в которых высмеивал, в том числе, католикоса Антония I, а также из-за слухов о его любовной связи с Анной, сестрой Ираклия. В 1777 году Антоний I обвинил Бесариона Габашвили в безбожии и он был вынужден бежать из Тбилиси в Имеретию.

### Дипломатическая служба в Имеретии
В Имеретии он служил обер-секретарём у Соломона I, а затем Соломона II.
В 1778 году был направлен с короткой миссией в Персию, чтобы привезти в Грузию возможного претендента на картлийский престол внука Вахтанга VI — Александра Бакаровича.
В 1787 году был послан в Российскую империю с дипломатической миссией добиваться для Имеретии покровительства России во время Русско-турецкой войны. Уже на первой встрече с Г. А. Потёмкиным 16 сентября 1787 года Габашвили передал ему секретные предложения о вступлении под российское покровительство Имеретии, Гурии и Самегрело и о желательности ввода российских войск в Абхазию для изгнания из края турок, чтобы «исторгнуть же отечество наше от рук иноверцев».
Находился при ставке фельдмаршала Потёмкина в Молдавии и на Украине, внезапно умер в Яссах в 1791 году.

## Поэзия и музыка
Как поэт, Бесарион Габашвили известен по его литературному имени Бесики — уменьшительно-ласкательному от имени Бесарион (груз. ბესარიონ).
Его творческое наследие достаточно разнообразно и включает в себя изящные любовные песни — «Стан красавицы» («Тано татано»), «Сад тоски», «Я понял твои обвинения», «Два дрозда» и другие, сатирические эпиграммы и стихи и патриотические оды и послания на темы современных автору исторических событий.
Поэма «Аспиндза» написана в честь одержанной в 1770 году грузинскими войсками победы над турками у местечка Аспиндза на юге страны и воспевает доблесть полководца Давида Орбелиани, друга Бесики, которому поэт посвятил и цикл стихотворных посланий. В этой же поэме автор укорял союзника царя Ираклия II — российского генерала Тотлебена, который увёл русские войска с поля боя.
Поэма «Рухская битва» посвящена победе имеретинского царя Соломона I в 1780 году в битве у стен Рухской крепости во время междоусобных войн с абхазскими феодалами. Габашвили придал событию и религиозный оттенок, описывая битву как победу христиан над «агарянами».
Бесики, сам испытывавший влияние персидской поэзии, внёс в грузинскую поэзию свойственные ему музыкальность, метафоричность и образность. Он был известен не только как поэт, но и как исполнитель собственных песен, наполненных национальным колоритом, и как знаток народных музыкальных инструментов, таких, как популярные на Кавказе струнные инструменты саз и тар.
Из-за условий скитальческой жизни и неожиданной смерти Габашвили на чужбине архив поэта был утерян, но на протяжении десятилетий в Грузии распространялись рукописные копии его произведений. Поэтическое творчество Бесики оказало большое влияние на грузинских романтиков начала XIX века.
Песни на стихи «певца любви Бесики Габашвили» — «Мугам», «Соловей и роза», «Свистит соловей», «Я сердце бросил к твоим ногам» и другие — входят в репертуар современных исполнителей.

## Память
Бесики является главным героем одноимённого романа грузинского писателя Акакия Белиашвили.
Его именем в городе Кутаиси названы парк — «Парк культуры и отдыха имени Бесариона Габашвили» и улица в Тбилиси.